# Calle de Can Valella
La Calle de Can Valella  es una de las calles del casco antiguo de la ciudad española de Inca, en la isla de Mallorca (Baleares). 

## Situación
La calle se encuentra en pleno centro histórico de la ciudad, entre el Barrio Judío, el Claustro de San Francisco y la Iglesia de Santa María de la Mayor. El acceso a la misma se realiza desde las calles Virtud y Avenida Rey Jaime I (antigua carretera de Alcudia).

## Historia
Según el filólogo Alexandre Font Jaume que aunque oficialmente el nombre de la calle hace referencia a una familia muy importante de la época llamada Valella (Can Valella traducida es Casa de los Valella), se esconde realmente la naturaleza del origen del nombre. Según Font, el término "Vilella, Bilella. Villella, Valella" se utilizaba en el románico mallorquín para indicar un raval, es decir un pequeño núcleo contiguo a un centro urbano, por lo tanto se crea la hipótesis de que realmente se trataba de un camino que desembocaba a la zona cultivos de la ciudad de Inca, donde también discurría en paralelo un torrente llamado Es torrent de Can Tabou (actualmente soterrado) y había un pozo conocido como "Es pou de Can Valella" (desaparecido).
La situación de esta calle revela la importancia histórica que tenía, el catedrático en Historia Guillermo Rosselló Bordoy sitúa la Bilela del djuz d'Inkhan. 
La primera vez que sale la calle documentada es en 1316, con la venta de un patio situado "en la porcion dun tempo fossi Casa del Temple, entre filas con camino publico p<er>, q<uem>. itur in viííam Inche, apud Vilelam". Se encuentra otra cita sobre una venta del 4 de agosto de 1352 donde Guillem Joan d´Inca vende unas casas con patios de tierra situados "in exilií ville Inche, in loco vocato Vilela". 

El 20 de febrero de 1496, salen documentadas la donación del reverendo Pere Llompard a su hermano Jaume Llompard de unes cases al carrer de Valella 

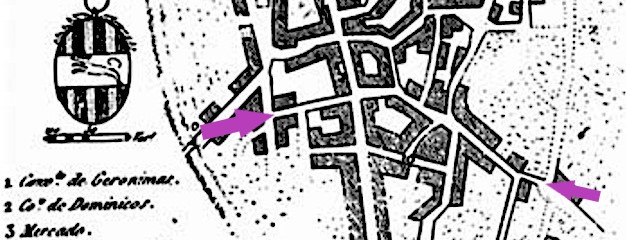
Can Valella en 1808 (Plano de Sebastià Sans)

En su confluencia con la calle San Francisco (calle que unía el convento franciscano con el Borne y el Mercado) se situó en 1372 el barrio judío. Se cree que la calle eran los muros perimetrales que delimitaban el barrio Judío (Call Jueu), y donde se hallaba la entrada a un gran patio interno donde se encontrarían ubicados los comercios judíos, principalmente artesanos.

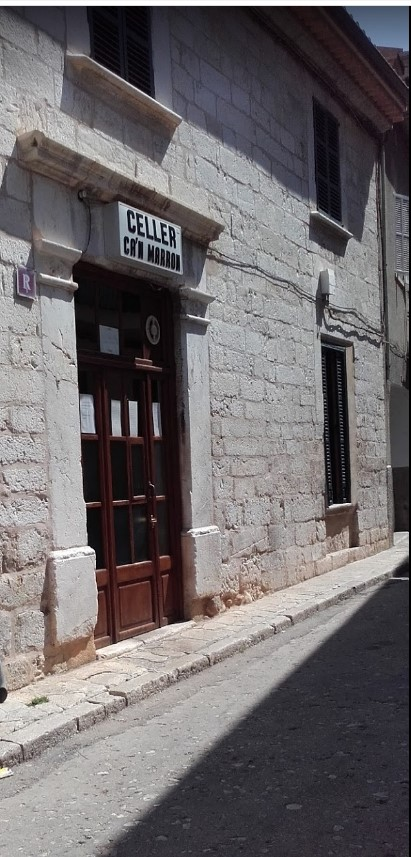
Celler Can Marron

## Hostelería y gastronomía
Posee dos bodegas relevantes: el celler de Can Marrón, situado en una casa del siglo XVII, que se encuentra en su afluencia con la calle Rector Rayo; y el celler Canyamel, en su confluencia con la avenida Rey Jaime I.

## Otros datos de interés
El inicio de la calle desde San Francisco, mantiene su trazado original desde el siglo XVI tal como revela el primer mapa (hasta la fecha) de Inca realizado por Jerónimo de Berard en 1790. La calle presenta un trazado no lineal en el que se pueden distinguir restos de casas que tuvieron que ser monumentales. Estos restos son sobre todo portales de arco redondo con dovellas muy estilizadas, que han estado retalladas y convertidas en portales de entrada. La mayoría de los edificios son residencias, algunos con origen público como un antiguo cuartel de 
carabineros y un colegio (Amparo de los Hijos). La mayoría de los edificios son de estilo tradicionalista como Can Monroig, Can Borges o Can Llompart.
En Can Monroig (antiguamente conocido como Can Mora), se hallan expuestos restos arqueológicos de la época musulmana y del barrio Judío encontrados durante unas obras de rehabilitación de la casa.
El cuartel carabineros sale documentado que en 1891 estaba ubicado en el número 20 (actual número 50) pero finalmente fue trasladado tal como aparece documentado en 1910 al número 24 (actual 56 - 58). Curiosamente en 1907 (tres años antes de la adquisición), sale documentada la noticia de que encuentran ahorcado en el altillo de la casa al propietario.
Salen documentadas la existencia de dos fábricas - artesanos en el principio del siglo XIX. Una se trataba de un zapatero en el número 3 y de una abacería en el número 24.
En la esquina con la calle Son Net, residió el músico Jaume Albertí Ferrer, fundador del Orfeo del Harpa de Inca y director de la Banda Municipal de Palma.
Figura documentado en el año 1901, la existencia de un horno público para cocer pan en el número 38.
Figura documentado en el año 1928, una escuela nacional de niños en el número 11 (número actual).Se traslada  en el año 1931 al número 15 (número actual).
También figura como documentada la aparición de una escuela graduada de niñas en el número 3 (número actual) a partir de 1934.
En su confluencia con la Avenida Rey Jaume I se encuentra ubicado el Colegio Público Llevant.

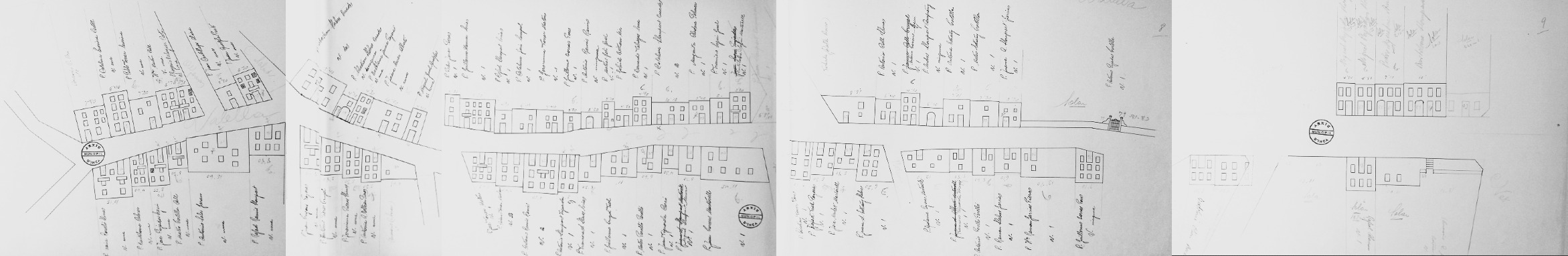
Plano realizado por el arquitecto municipal en 1920. Se observa escrito a lápiz los nombres de las calle confluyentes (algunas con sus antiguos nombres)

En su confluencia con la calle Fra Pere Joan Cerdà se encuentra la sede de juventudes del partido político Partido Popular de la localidad.
En su confluencia con la calle Rector Rayo, se encontraron durante unas obras públicas, ocho pozos repletos de restos de cerámica principalmente de época árabe que fueron trasladados al Museo de Mallorca para su posterior estudio e inventariado.